# June Haver
June Haver, all'anagrafe Beverly June Stovenour (Rock Island, 10 giugno 1926 – Brentwood, 4 luglio 2005), è stata un'attrice statunitense.

## Biografia
Nata nello stato dell'Illinois, Beverly June Stovenour si trasferì ancora bambina con la famiglia nell'Ohio e all'età di sette anni entrò al conservatorio di Cincinnati. L'anno dopo vinse una gara imitando, fra le altre, Greta Garbo, Katharine Hepburn e Helen Hayes.
Cambiato il nome in quello di June Haver, ebbe il suo primo ruolo cinematografico in Banana split (1943), dove appare tra le ragazze del corpo di ballo, neppure accreditata. Nel 1945 affiancò Betty Grable in Donne e diamanti, ricostruzione romanzata della vita delle Dolly Sisters, due sorelle che negli anni venti diventarono star delle Ziegfeld Follies. Nello stesso anno, fu co-protagonista in La parata dell'impossibile (1945), dove ebbe come partner maschile il suo futuro marito, Fred MacMurray. Quello fu l'unico film che i due girarono insieme. June Haver girò nel 1949 un altro film biografico, La vita a passo di danza, dedicato al personaggio di Marilyn Miller, anche lei star delle riviste musicali di Ziegfeld.
Nel 1948 fu la protagonista di Scudda Hoo! Scudda Hay!, pellicola che ebbe numerosi problemi prima di poter uscire in sala. Nel film, appare anche una giovanissima Marilyn Monroe, di cui, in fase di montaggio, rimase un'unica scena, quella in cui saluta la protagonista. La Monroe recitò anche nel successivo Le memorie di un Don Giovanni (1951), che fu una delle ultime pellicole in cui apparve la Haver prima del ritiro dalle scene.

## Vita privata
June Haver si sposò due volte: la prima con il musicista Jimmy Zito, ma il matrimonio durò solo un anno (1947-1948). La seconda, nel 1954, con l'attore Fred MacMurray. La coppia adottò due bambini e rimase insieme fino alla morte di lui, avvenuta nel 1991.
L'attrice morì a Brentwood il 4 luglio 2005, all'età di 79 anni.

## Filmografia
- Banana split (The Gang's All Here), regia di Busby Berkeley (1943)
- Due donne e un purosangue (Home in Indiana), regia di Henry Hathaway (1944)
- Irish Eyes Are Smiling, regia di Gregory Ratoff (1944)
- Something for the Boys, regia di Lewis Seiler (1944)
- La parata dell'impossibile (Where Do We Go from Here?), regia di Gregory Ratoff, George Seaton (1945)
- Donne e diamanti (The Dolly Sisters), regia di Irving Cummings (1945)
- Wake Up and Dream, regia di Lloyd Bacon (1946)
- Tre ragazze in blu (Three Little Girls in Blue), regia di H. Bruce Humberstone (1946)
- E ora chi bacerà (I Wonder Who's Kissing Her Now), regia di Lloyd Bacon (1947)
- Scudda Hoo! Scudda Hay!, regia di F. Hugh Herbert (1948)
- La vita a passo di danza (Look for the Silver Lining), regia di David Butler (1949)
- Dora bambola bionda! (Oh, You Beautiful Doll), regia di John M. Stahl (1949)
- The Daughter of Rosie O'Grady, regia di David Butler (1950)
- I'll Get By, regia di Richard Sale (1950)
- Le memorie di un Don Giovanni (Love Nest), regia di Joseph M. Newman (1951)
- La ragazza della porta accanto (The Girl Next Door), regia di Richard Sale (1953)

## Doppiatrici italiane
- Miranda Bonansea in Donne e diamanti
- Dhia Cristiani in Le memorie di un dongiovanni